# Race to Dubai

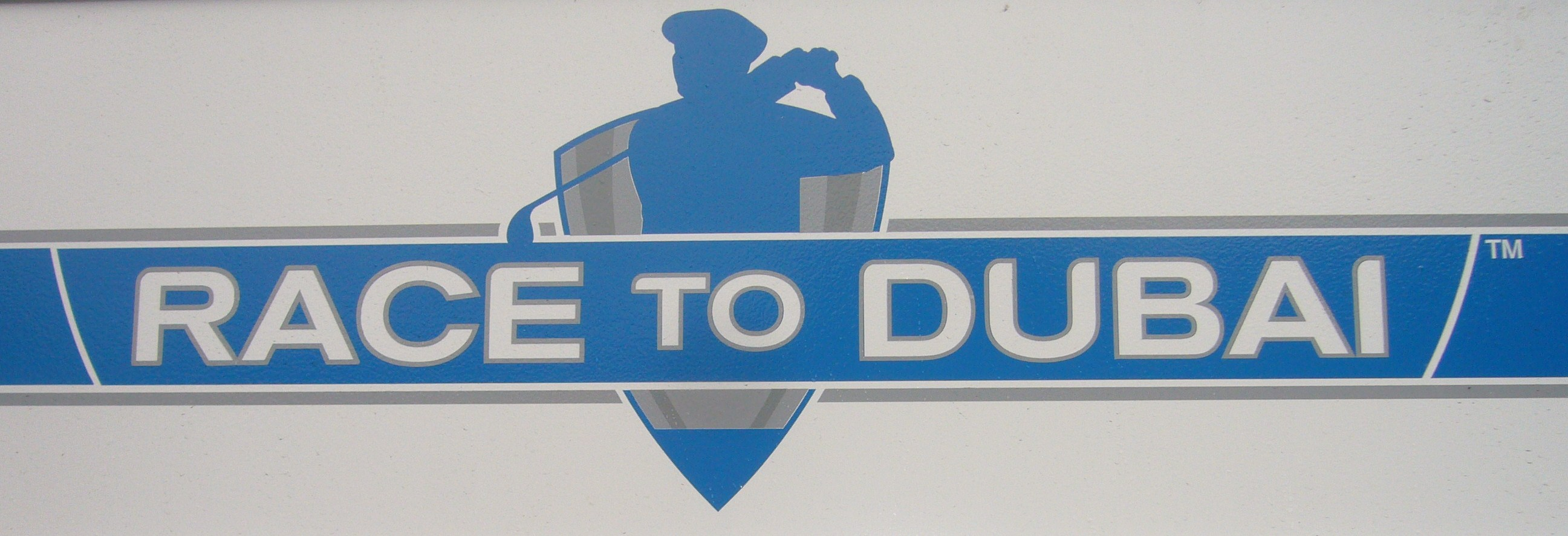

European Tour Race To Dubai is de volledige nieuwe naam van de Order of Merit van de Europese PGA Tour. Men spreekt over de Race to Dubai (R2D). Bij de Ladies European Tour is een vergelijkbare Henderson Money List.
Niet alleen de naam is veranderd, er is ook ter afsluiting van het seizoen een toernooi aan verbonden, het Dubai World Championship. De winnaar krijgt vijf jaar speelrecht op de Europese Tour.
De Race to Dubai is gestart met het eerste toernooi van de Europese Tourkalender voor 2009. Dit was op 6 november 2008 in China. Op 19 november 2009 startte het eerste Dubai World Championship, het werd gewonnen door Lee Westwood. Eind 2013 werd bekendgemaakt dat de Race To Dubai in ieder geval tot 2017 deze naam zou behouden. Ook zal de Europese Tour een eigen kantoor betrekken op de Jumeirah Golf Estates.

## Order of Merit

### Winnaars
| - 1971: Peter Oosterhuis - 1972: Peter Oosterhuis - 1973: Peter Oosterhuis - 1974: Peter Oosterhuis - 1975: Dale Hayes - 1976: Severiano Ballesteros - 1977: Severiano Ballesteros - 1978: Severiano Ballesteros - 1979: Sandy Lyle - 1980: Sandy Lyle - 1981: Bernhard Langer - 1982: Greg Norman - 1983: Nick Faldo - 1984: Bernhard Langer - 1985: Sandy Lyle - 1986: Severiano Ballesteros - 1987: Ian Woosnam - 1988: Severiano Ballesteros - 1989: Ronan Rafferty | - 1990: Ian Woosnam - 1991: Severiano Ballesteros - 1992: Nick Faldo - 1993: Colin Montgomerie - 1994: Colin Montgomerie - 1995: Colin Montgomerie - 1996: Colin Montgomerie - 1997: Colin Montgomerie - 1998: Colin Montgomerie - 1999: Colin Montgomerie - 2000: Lee Westwood - 2001: Retief Goosen - 2002: Retief Goosen - 2003: Ernie Els - 2004: Ernie Els - 2005: Colin Montgomerie - 2006: Pádraig Harrington - 2007: Justin Rose - 2008: Robert Karlsson | Race To Dubai - 2009: Lee Westwood - 2010: Martin Kaymer - 2011: Luke Donald - 2012: Rory McIlroy - 2013: Henrik Stenson - 2014: Rory McIlroy - 2015: Rory McIlroy - 2016: Henrik Stenson - 2017: Tommy Fleetwood - 2018: Francesco Molinari - 2019: Jon Rahm-Rodriguez - 2020: Lee Westwood |

## Speler van het Jaar
Sinds 1985 wordt aan het einde van het seizoen de Speler van het Jaar uitgeroepen. 
De winnaar wordt bepaald door een panel van de media. In december 2010 was de stemming precies 50-50 voor Martin Kaymer en Graeme McDowell. Beiden hadden in 2010 hun eerste Major gewonnen.

### Winnaars
| - 1985: Bernhard Langer - 1986: Severiano Ballesteros - 1987: Ian Woosnam - 1988: Severiano Ballesteros - 1989: Nick Faldo - 1990: Nick Faldo - 1991: Severiano Ballesteros - 1992: Nick Faldo - 1993: Bernhard Langer - 1994: Ernie Els | - 1995: Colin Montgomerie - 1996: Colin Montgomerie - 1997: Colin Montgomerie - 1998: Lee Westwood - 1999: Colin Montgomerie - 2000: Lee Westwood - 2001: Retief Goosen - 2002: Ernie Els - 2003: Ernie Els - 2004: Vijay Singh | - 2005: Michael Campbell - 2006: Paul Casey - 2007: Pádraig Harrington - 2008: Pádraig Harrington - 2009: Lee Westwood - 2010: Martin Kaymer - 2010: Graeme McDowell - 2011: Luke Donald - 2012: Rory McIlroy |